# Breakfast (Chiddy Bang)
Breakfast è l'album studio di debutto del duo rap statunitense Chiddy Bang, pubblicato negli Stati Uniti dalla I.R.S. Records e Virgin Records il 21 febbraio 2012 ed al di fuori degli Stati Uniti dalla Regal Recordings il 5 marzo 2012. L'album include i singoli Mind Your Manners e Ray Charles.

## Tracce
1. Intro – 1:22
2. Breakfast – 2:58
3. Handclaps & Guitars – 2:48
4. Mind Your Manners – 3:17 – feat. Icona Pop
5. Ray Charles – 3:43
6. Does She Love Me? – 3:41
7. Run It Back – 4:03 – feat. Shirazi
8. Out 2 Space – 3:13 – feat. Gordon Voidwell
9. Whatever We Want – 3:04
10. Interlude – 0:44
11. Talking to Myself – 4:12
12. Happening – 3:16
13. Baby Roulette – 3:42
14. 4th Quarter – 3:20
15. Rescue Me – 3:17 – feat. You Me at Six